# Gozin
Gozin est un hameau de la ville belge de Beauraing situé en Région wallonne dans la province de Namur, à 2 km au nord-est du centre-ville.
Ses habitants sont appelés les Gozinoi(se)s.